# Interviul radio
Interviul in radio este considerat un gen jurnalistic fundamental.
Dialogul dintre jurnalist  si interlocutor reprezinta cel mai eficient mijloc de a  obtine si transmite o informatie catre public, mai ales in radio unde se lucreaza cu cuvantul rostit.
Interviul poate fi realizat pentru obtinerea informatiilor care sunt valorificate apoi in elaborarea unui material sau pentru a fi transmise direct catre un public capatand astfel o forma bine definită, interviul devenind gen jurnalistic de sine statator.
Astfel putem retine ca interviul ramane o forma de comunicare interpersonala, in care prin dialogul intre reporter si interlocutor  se obtin informatii pentru a fi transmise  publicului. Reporterul are sarcina de a da o forma comunicabila acestor informatii prin formularea coerenta a intrebarilor si obtinerea unor raspunsuri pe masura.
Interviul in radio capata alte conotatii prin prezenta efectiva a intervievatului , cu  vocea si tonul folosit, cu emotiile pe care le poate avea, cu ezitarile pe care le manifesta atunci cand intrebarea adresata il surprinde  sau il pune in incurcatura.
Radioul foloseste interviul mai mult decat alte mijloace media pentru ca prezenta la microfon a unei singure voci poate duce la monotonie, iar aparitia unei voci noi  inseamna si un element sonor nou, care de obicei  capteaza atentia publicului.
Interviul in radio  are mai multa credibilitate decat atunci cand este reprodus prin tiparire, unde un cuvant sau o afirmatie pot fi interpretate gresit de multe ori intentionat.  Se poate  intampla si in radio ca printr-un montaj defectuos sa fie schimbat sensul , dar  deontologic este ca reporterul  sa respecte ideile si tonul ales de intervievat.
Sarcina reporterului este  mai dificila cand realizeaza un interviu pentru radio deoarece timpul alocat este mult mai limitat decat in presa scrisa, concizia fiind esentiala.In acelasi timp el trebuie sa se raporteze in permanenta la publicul sau , sa intuiasca intrebarile pe care le-ar pune publicul interlocutorului sau pentru  ca acesta oricum nu are aceasta posibilitate.Publicul unui radio este mult mai numeros si mai eterogen decat cel al unui ziar. Un post de radio are un public tinta caruia i se adreseaza dar se stie ca acesta este uneori in miscare putand migra foarte repede catre alte  posture.Se poate spune ca accesul publicului la radio nu este ingradit  in nici un fel, acesta alegand postul care raspunde in cea mai mare masura preferintelor sale.
Avantajul ca un radio emite in eter programele sale care pot fi ascultate  de un public  aproape invizibil devine o ,,povara” prin aceea ca radioul trebuie sa se adreseze unui public eterogen, format din oameni cu pregatiri diferite, de la cei cu studii superioare, medii pana la cei cu putina pregatire sau chiar fara.

## Documentarea
Reporterul prezinta aceea etapa in care reporterul trebuie sa culeaga toate datele necesare realizarii interviului.El se foloseste de toate sursele oferite de biblioteci, colectii de ziare si de legi pentru a afla cat mai multe in legatura cu tema propusa.Unii specialisti mai mentioneaza si existenta etapei de predocumentare care este de fapt reprezentata de  permanenta cautare de a imbogati bahgajul de cunostinte  al reporterului.
Alegerea intervievatului este urmatoarea etapa parcursa de reporter.Intervievatul trebuie ales cu mare atentie pentru ca el poate fi chiar portarul unei institutiii daca se constata ca el detine cele mai multe informatii in legatura cu tema aleasa.
Reporterul propune intervievatului tema, scopul interviului, postul unde va fi difuzat si durata.Daca obtine acordul de la intervievat trebuie sa obtina unele date in legatura cu acesta(se documenteaza si asupra intervievatului pentru a afla daca este un bun vorbitor, este binevoitor  sau irascibil, este emotive sau dezinvolt).Cunoaterea intervievatului este necesara pentru ca fiecare om are anumite particularitati si in functie de acestea reporterul gaseste mijloacele cele mai eficiente de abordare pentru a obtine toate informatiile.De multe ori este nevoie ce reporterul sa ajunga la interlocutorul cel mai potrivit  pentru tema aleasa, folosindu-se de prietenii comuni.El apeleaza la relatiile sale pentru a-I inlesni intrevederea cu interlocutorul sau-poate fi o personalitate la care se ajunge mai greu.
Dupa alegerea intervievatului reporterul poate sa treaca in etapa urmatoare : pregatirea intrebarilor.Structurarea si ordonarea acestora vor da coerenta si consistenta materialului rezultat.

## Inregistrarea interviului
Se face la o data si un loc ales de comun accord cu intervievatul.Alegerea locului este un element important deoarece reporterul trebuie sa tina seama si de cateva detalii tehnice cum ar fi acustica locului in care se face inregistrarea, tipul de microfon care trebuie folosit in functie de ambianta si chiar tipul  de magnetofon. Reporterul trebuie sa aiba in vedere faptul ca ratarea unui interviu poate fi ireversibila, de multe ori revenirea la acelasi intervievat cu scuza ca inregistrarea nu a iesit bine, dintr-un motiv sau altul, fiind aproape imposibila.
La inregistrarea unui interviu  este bine ca reporterul sa spuna tot ce este de spus la locul unde inregistreaza  interviul. Pentru ca fiecare zona sau camera are o anumita acustica.Aceste diferente de acustica pot fi sesizate de un public avizatsi pot fi puse la indoiala atat credibilitatea cat si nivelul professional al reporterului.
Prelucrarea materialului presupune  copierea pe banda  de magnetofon sau introducerea  materialului  inregistrat in  computer pentru montaj.Aceasta operatie se numeste  in limbajul radiofonic ,,fonotecare”.Fiind vorba de sunet si anumite taieturi care sunt facute mecanic sau digital apare clar ca vor fi eliminate balbele si repetitiile pe care unii interlocutori le fac in expunerea ideilor sale .O mai mare atentie trebuie manifestata la eliminarea pauzelor care uneori sunt semnificative.Astfel, daca va trebui sa lasam la montaj o pauza care poate semnifica o ezitare a intervievatului, nu o vom elimina pentru ca ne este  de mare ajutor in exprimarea jurnalistica.
Montajul trebuie facut cu mare atentie atunci cand se scot pasaje mai mari din inregistrare.Exista riscul ca dupa o taietura sa nu se simta in intonatie punctual care semnifica terminrea frazei, astfel incat vom avea mare grija si la acest detaliu

## Difuzarea interviului
se face de obicei in cadrul unei emisiuni radio.In conceperea si realizarea unui interviu trebuie avute in vedere anumite considerente de ordin stylistic, dar si de intindere in timp .Durata poate ajunge chiar la 15 minute, dar de obicei timpul alocat intr-o emisiune este de 3-4 minute, uneori chiar mai putin.
Desigur ca in practica de zi cu zi a unui reporter nu totdeauna se poate spune ca rae mereu timpul necesar si poate sa treaca prin toate etapele mentionate pana acum pentru a realize un interviu.De cele mai multe ori  se intampla sa intalneasca un interlocutor interesant caruia este si pacat s nu-I ia un interviu, fara sa mai aiba timp pentru documentare si pregatire.In aceste conditii nu exista o abordare standard, dar este bine ca reporterul sa-si aleaga unghiul de abordare sis a poarte o discutie prealabila cu interlocutorul sau pentru a schita viitorul interviu.In timpul acestei discutii isi noteaza in agenda intrebarile posibile, dupa care incepe inregistrarea interviului urmarind cu atentie spusele intervievatului si agatandu-se  de raspunsurile acestuia.Exista insa si riscul ca intervievatul sa-I spuna mult mai putine lucruri interesante atunci cand se incepe inregistrarea, astfel incat cea mai eficienta se dovedeste deseori inregistrarea interviului fara a se mai face acea discutie preliminara, urmand ca la montaj sa se intervina pentru inlaturarea pasajelor nesemnificative.

## Etapele realizarii interviului
Conformatia interviului este cea specifica oricarui material journalistic.Introducerea sau ,,lansarea”contine informatii in legatura cu localizarea, prezentarea intervievatului si tema sau scopul interviului.Formule de inceput cum ar fi: ,,ne aflam la…. Si stam de vorba cu…” au devenit obsedante, astfel incat reporterul va trebui sa gaseasca de fiecare data prin talentul sau journalistic formula cea mai agreabila pentru a lansa un interviu. In acelasi timp mai trebuie evitata formula ,,si acum o ultima intrebare” pentru ca este posibil sa mai fie necesar sa apara o alta intrebare.
Dupa ce s-a făcut lansarea urmeaza continutul interviului pe structurarea intrebarilor.Numarul intrebarilor puse de reporter este dat de tipul de interviu, dar si de tipul de intervievat, astfel incat  vor fi suficiente 4-5 intrebari adresate unui intervievat matur.Atunci cand trebuie intervievati copiii care nu au o cursivitate in vorbire, raspunsurile lor fiind foarte scurte, vom pune mult mai multe  intrebari.
Finalul interviului nu presupune neaparat o concluzie a reporterului, acesta putandu-se termina cu o afirmatie a intervievatului care semnifica foarte mult pentru tema aleasa.Afirmatia din finalul interviului poate oferi ascultatorului o tema de meditatie si acesta poate sa extraga singur o concluzie.
Interviul nu trebuie sa fie o convorbire sterile intre reporter si intervievat, ci sa aduca ceva inedit in atentia  publicului.Folosirea unui singur unghi de abordarea lasa loc  si altor abordari viitoare pe care le poate avea reporterul.

## Tipologia intrebarilor
Intrebarile reprezinta structura de rezistenta pe care se va construe apoi interviul.Ele vor fi concepute si ordonate inainte de realizarea materialului pentru a da coerenta mesajului jurnalistic, dar ar fi mai bine ca ele sa nu fie redactate in intregime pentru ca exista riscul ca reporterul sa le citeasca, iar cel care asculta poate sesiza ca sunt citite.Cea mai eficienta metoda este de a fi punctata ideea pe care urmeaza sa fie dezvoltata intrebarea in momentul realizarii interviului(o idée sau un cuvant cheie).Intrebarea trebuie sa aiba o structura a frazei clara si inteligibila, dar sa nu semene cu cea pusa de un anchetator.
Intrebarile pot fi inchise, la care raspunsul poate fid at prin ,,da” sau ,,nu” si deschise, la care raspunsul pote sa fie mai detaliat.Desigur ca  este bines a nu se utilizeze intrebarile inchise apelandu-se la acestea numai cand este cazul.Este adevarat ca uneori este necesar sa fie folosita o intrebare inchisa, dar numai pentru a face posibila legatura cu o alta intrebare pe care reporterul urmeaza sa o puna  intervievatului.
Intrebarile de incalzire sunt puse de obicei de reporter la inceputul unui interviu.Acestea pot ajuta interlocutorul sa treaca de la starea anterioara, in care avea alte preocupari, in atmosfera interviului sau il ajuta sa treaca peste starea de emotivitate create de noua sa postura.Intrebarile pot fi din orice domeniu si nu este necesar sa fie introduce in materialul obtinut dupa montaj.
Intrebarile de atac sunt cele cu care se intra direct in subiectul abordat si sunt folosite in special la interviurile pentru jurnalul de stiri, unde timpul alocat este foarte scurt.Atacul subiectului inca din primele momente da materialului si un oarecare dynamism.
Intrebarile de sprijin cu ajutorul carora se cer anumite precizari, cum ar fi despre termenii de specialitate sau afirmatii care trebuie sa fie completate cu elemente suplimentare.
Aceste intrebari  il ajuta pe interlocutor sa fie mai clar pentru a putea fi mai bine inteles de public.
Intrebarile de relansare se pun atunci cand interlocutorul divagheaza de la subiect.
Intrebari de controversa si obiectie apar atunci cand unele afirmatii ale intervievatului intra in contradictie cu faptele cunoscute de reporter.
Intrebarile agresive.Exista reporteri care cred ca modul incisive, dur, de a formula intrebarile este cel mai indicat, insa rareori se dovedeste valabila aceasta abordare.
Reporterul trebuie sa manifeste mare atentie atunci cand formuleaza intrebarile pentru ca exista unele intrebari care nu trebuie puse.Dintre acestea putem mentiona urmatoarele:
Intrebari care dovedesc lipsa documentarii.Sunt numeroase cazurile cand reporterul pune o intrebare facandu-se ca nu stie raspunsul, cu toate ca in  documentarea făcuta sau discutia preliminara cu interlocutorul  a aflat raspunsul.
Daca intervievatul stie ca este si putin regizat totul, publicul nu stie si il percepe pe reporter ca fiind nepregatiti sufficient pentru interviu.
Intrebari generale, vagi.Un interviu in care reporterul formuleaza intrebari cu care se pierde in generalitati poate fi considerat ca un material ratat.Intrebarile trebuie sa fie concrete, urmarindu-se obtinerea de elemente inedited;
Intrebari la care se sugereaza raspunsul.Acestea pot sa contina prin formularea lor defectuoasa chiar raspunsul convenabil dat de interlocutor, astfel incat nu se justifica.
Nu trebuie puse mai multe intrebari intr-una.In aceste situatii exista riscul ca interlocutorul sa raspunda constient numai la intrebarea care are raspunsul convenabil pentru el, sau fara intentie sa uite cealalta intrebare.
Intrebarea trebuie sa aiba o forma jurnalistica, in sensul ca nu seamana cu intrebarea pusa de un anchetator, dar sa  nu se alunece nici  in latura cealalt, in care intrebarea are forma unui mic comentariu si reporterul vorbeste mai mult decat intervievatul.
Interviul este uneori o mica sceneta in care actorii sunt cei doi care discuta si interesul ca aceasta discutie sa fie urmarita cu atentie este al amandurora.Ca argument in sustinerea acestei afirmatii ar fi reactia pe care o au unii interlocutori dup ace au terminat inregistrarea.Acestia apeleaza la reporter ,,sa mai vada el ce scoate pe ici pe colo” pentru ca materialul sa iasa bine.Desigur ca cel care manifestacel mai mare interes pentru ca interviul sa iasa bine este reporterul.
Desigur ca reporterlu isi concepe inainte de realizarea  unui interviu o schema de  desfasurare a discutiei cu interlocutorul prin redactarea si ordonarea intrebarilor ce urmeaza sa le puna, dar trebuie sa urmareasca cu atentie  ce spune interlocutorul sis a se agate in permanenta de raspusurile lui.
Trebuie sa spunem ca structurarea intrebarilor inainte de realizarea interviului este necesara, dar de multe ori  se intampla ca o parte din intrebari sa nu mai poata fi folosite pentru ca intervievatul a dat raspunsul in intrebarile anterioare.